# مالکوم ریش
مالکوم ریش (انگلیسی: Malcolm Beard؛ زادهٔ ۳ مهٔ ۱۹۴۲) بازیکن فوتبال اهل بریتانیا است.
از باشگاه‌هایی که در آن بازی کرده‌است می‌توان به باشگاه فوتبال بیرمنگام سیتی، باشگاه فوتبال آترستون تاون، و باشگاه فوتبال استون ویلا اشاره کرد.